# 大肥川
大肥川（おおひがわ）は、筑後川水系筑後川の支流で、福岡県朝倉郡東峰村及び大分県日田市を流れる一級河川である。

## 地理

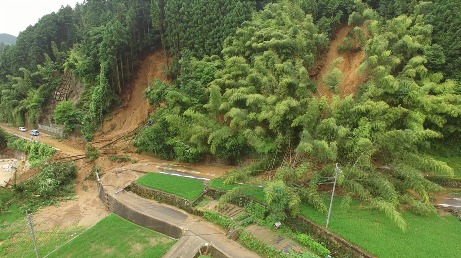
九州豪雨により氾濫した大肥川（2017年7月8日、福岡県朝倉郡東峰村）

大肥川は、白石山に源を発して、概ね南流し、日田市西部を通って夜明駅付近で筑後川に合流する。
1965年（昭和40年6月）及び1973年（昭和48年）6月の洪水で家屋の浸水被害が発生したことから、1975年度から河川改修工事が行われている。

## 自然
魚類では、絶滅危惧IB類のオヤニラミや絶滅危惧II類（いずれも環境省レッドリスト）のヤマトシマドジョウが確認されているほか、オイカワ、カワムツ、オイカワ、カマツカ等が生息している。また、鳥類では、ホオジロ、カワラヒワ、セグロセキレイ、カワセミ等が確認されている。上流の福岡県東峰村はゲンジボタルの名所として知られている。

## 並行する交通

### 鉄道
- 日田彦山線 - 平成29年7月九州北部豪雨で被災して以降は運行を休止。

### バス
- 日田彦山線BRT - 日田彦山線の復旧手段として2023年8月28日に開業したBRT（バス高速輸送システム）。

### 道路
- 国道211号